# Dracophyllum politum
Dracophyllum politum är en ljungväxtart som först beskrevs av Thomas Frederic Cheeseman och som fick sitt nu gällande namn av Leonard C. Cockayne.
Dracophyllum politum ingår i släktet Dracophyllum och familjen ljungväxter. Inga underarter finns listade i Catalogue of Life.